# Ascorhynchus inflatum
Ascorhynchus inflatum là một loài nhện biển trong họ Ascorhynchidae. Loài này thuộc chi Ascorhynchus. Ascorhynchus inflatum được miêu tả khoa học năm 1963 bởi Stock.